# Catherine Poulain
Catherine Poulain (Barr, 1960) è una scrittrice francese.
Suo padre, un pastore protestante, e sua madre, professoressa hanno avuto quattro altre sorelle.

## Biografia
Catherine Poulain ha lasciato la Francia a venti anni per scoprire il mondo. È arrivata nel Québec nel 1987, poi è diventata una pescatrice per 10 anni in Alaska. Quest’esperienza le ha dato il materiale e l’inspirazione per il suo primo libro Le grand marin. È stata espulsa dagli Stati Uniti nel 2003 per mancanza di permesso di lavoro .
È tornata in Francia dove ha fatto parecchi lavori agricoli in Provence. Ha scritto lì il suo romanzo Le grand marin, pubblicato in Francia nel 2016, e tradotto in italiano da Margherita Botto sotto il titolo Il grande marinaio.  Ha vinto il premio Joseph-Kessel, e il premio del festival "Etonnants voyageurs" di Saint-Malo in Francia. Ha pubblicato il suo secondo libro Le Coeur blanc nel 2018.

## Opere
- 2016: Le grand marin

- 2018: Le coeur blanc